# Jelina Đurković
Jelina Đurković (ur. 3 stycznia 1953 w Čanići) – serbska poetka i nauczycielka akademicka, posłanka Zgromadzenia Parlamentarnego Bośni i Hercegowiny w latach 2002–2006.

## Życiorys
Urodziła się 3 stycznia 1953 roku w Čanići, w gminie Šekovići. W 1995 roku ukończyła studia magisterskie w dziedzinie filologii na Uniwersytecie w Belgradzie, po czym siedem lat później doktoryzowała się na macierzystej uczelni. Specjalizowała się w literaturze ludowej i wydała książkę o tym temacie.
W 1995 roku zaczęła wykładać literaturę na Wydziale Pedagogicznym w Bijeljinie. Publikuje artykuły naukowe, zajmuje się także krytyką literacką, należy do redakcji czasopisma „Filolog” oraz zajmuje stanowisko redaktor naczelnej pisma „Srpska Vila”. Pisze także wiersze. Jest autorką dwóch tomików poetyckich, z czego jeden –Kobiety serbskie – ukazał się w 2002 roku w Polsce w przekładzie Olgi Lalić-Krowickiej. Jej poezja została także przetłumaczona na macedoński i bułgarski. Đurković należy do Stowarzyszenia Pisarzy Republiki Serbskiej oraz Stowarzyszenia Pisarzy Belgradzkich.
W latach 2002–2006 piastowała stanowisko członkini Izby Reprezentantów Zgromadzenia Parlamentarnego Bośni i Hercegowiny z ramienia Partii na rzecz Postępu Demokratycznego. Należała do Komisji Spraw Zagranicznych i Komisji ds. Równości.